# Гранароло (Форли-Чезена)
Гранароло (итал. Granarolo) је насеље у Италији у округу Форли-Чезена, региону Емилија-Ромања.
Према процени из 2011. у насељу је живело 44 становника. Насеље се налази на надморској висини од 57 м.